# Losòrion
Losòrion (Λοσόριον) fou una fortalesa de la Làzica construïda per Justinià I. Es creu que es tracta de la moderna vila de Loussiatkhevi, a la part sud-occidental de Geòrgia.